# Cofidis, Solutions Crédits/Saison 2019
Diese Liste beschreibt die Mannschaft und die Erfolge des Radsportteams Cofidis, Solutions Crédits in der Saison 2019.

## Erfolge in der UCI WorldTour
Bei den Rennen der UCI WorldTour im Jahr 2019 gelangen dem Team nachstehende Erfolge.
| Datum      | Rennen                    | Sieger        |
| ---------- | ------------------------- | ------------- |
| 29. August | 6. Etappe Vuelta a España | Jesús Herrada |

## Erfolge in der UCI Europe Tour
Bei den Rennen der UCI Europe Tour im Jahr 2019 gelangen dem Team nachstehende Erfolge.
| Datum          | Rennen                                      | Kat. | Sieger             |
| -------------- | ------------------------------------------- | ---- | ------------------ |
| 31. Januar     | Trofeo Felanitx-Ses Salines-Campos-Porreres | 1.1  | Jesús Herrada      |
| 8. Februar     | 2. Etappe Étoile de Bessèges                | 2.1  | Christophe Laporte |
| 10. Februar    | 4. Etappe Étoile de Bessèges (EZF)          | 2.1  | Christophe Laporte |
| 7.–10. Februar | Gesamtwertung Étoile de Bessèges            | 2.1  | Christophe Laporte |
| 20. April      | Tour du Finistère                           | 1.1  | Julien Simon       |
| 5. Juni        | Prolog Luxemburg-Rundfahrt (EZF)            | 2.HC | Christophe Laporte |
| 6. Juni        | 1. Etappe Luxemburg-Rundfahrt               | 2.HC | Christophe Laporte |
| 8. Juni        | 3. Etappe Luxemburg-Rundfahrt               | 2.HC | Jesús Herrada      |
| 9. Juni        | 4. Etappe Luxemburg-Rundfahrt               | 2.HC | Jesús Herrada      |
| 5.–9. Juni     | Gesamtwertung Luxemburg-Rundfahrt           | 2.HC | Jesús Herrada      |
| 17. Juni       | Mont Ventoux Dénivelé Challenge             | 1.1  | Jesús Herrada      |
| 21. Juni       | Dwars door het Hageland                     | 1.1  | Kenneth Vanbilsen  |
| 25. August     | Schaal Sels Merksem                         | 1.1  | Attilio Viviani    |
| 27. August     | 1. Etappe Tour du Poitou-Charentes          | 2.1  | Christophe Laporte |
| 28. August     | 2. Etappe Tour du Poitou-Charentes          | 2.1  | Christophe Laporte |
| 29. August     | 4. Etappe Tour du Poitou-Charentes (EZF)    | 2.1  | Christophe Laporte |
| 27.–30. August | Gesamtwertung Tour du Poitou-Charentes      | 2.1  | Christophe Laporte |
| 6. Oktober     | Famenne Ardenne Classic                     | 1.1  | Dimitri Claeys     |

## Erfolge in den Nationalen Straßen-Radsportmeisterschaften
Bei den Rennen der Nationalen Straßen-Radsportmeisterschaften 2019 konnte das Team nachstehende Titel erringen.
| Datum    | Rennen                                    | Sieger          |
| -------- | ----------------------------------------- | --------------- |
| 30. Juni | Eritreische Meisterschaft – Straßenrennen | Natnael Berhane |

## Mannschaft
| Teamkader 2019                            | Teamkader 2019     | Teamkader 2019 | Teamkader 2019                                         |
| Name                                      | Geburtsdatum       | Land           | Vorheriges Team                                        |
| ----------------------------------------- | ------------------ | -------------- | ------------------------------------------------------ |
| Darwin Atapuma                            | 15. Januar 1988    | Kolumbien      | UAE Team Emirates (2018)                               |
| Natnael Berhane                           | 5. Januar 1991     | Eritrea        | Dimension Data (2018)                                  |
| Nacer Bouhanni                            | 25. Juli 1990      | Frankreich     | FDJ.fr (2014)                                          |
| Rayane Bouhanni                           | 24. Februar 1996   | Frankreich     | AWT-Greenway (2015)                                    |
| Loïc Chetout                              | 23. September 1992 | Frankreich     | GSC Blagnac Vélo Sport 31 (2014)                       |
| Dimitri Claeys                            | 18. Juni 1987      | Belgien        | Wanty-Groupe Gobert (2016)                             |
| Nicolas Edet                              | 2. Dezember 1987   | Frankreich     | Véranda Rideau Sarthe 72 (2010)                        |
| Filippo Fortin                            | 1. Februar 1989    | Italien        | Felbermayr Simplon Wels (2018)                         |
| Jesper Hansen                             | 23. Oktober 1990   | Dänemark       | Astana (2018)                                          |
| Jesús Herrada                             | 26. Juli 1990      | Spanien        | Movistar Team (2017)                                   |
| José Herrada                              | 1. Oktober 1985    | Spanien        | Movistar Team (2017)                                   |
| Hugo Hofstetter                           | 13. Februar 1994   | Frankreich     | Club Cycliste d'Étupes (2015)                          |
| Victor Lafay                              | 17. Januar 1996    | Frankreich     | Bourg-en-Bresse Ain Cyclisme (2018)                    |
| Christophe Laporte                        | 11. Dezember 1992  | Frankreich     | AVC Aix-en-Provence (2013)                             |
| Mathias Le Turnier                        | 14. März 1995      | Frankreich     | Océane Top 16 (2016)                                   |
| Cyril Lemoine                             | 3. März 1983       | Frankreich     | Sojasun (2013)                                         |
| Luis Ángel Maté                           | 23. März 1984      | Spanien        | Androni Giocattoli-Serramenti PVC Diquigiovanni (2010) |
| Marco Mathis                              | 7. April 1994      | Deutschland    | Katusha-Alpecin (2018)                                 |
| Emmanuel Morin                            | 13. März 1995      | Frankreich     | Sojasun espoir-ACNC (2018)                             |
| Anthony Perez                             | 22. April 1991     | Frankreich     | AVC Aix-en-Provence (2015)                             |
| Pierre-Luc Périchon                       | 4. Januar 1987     | Frankreich     | Fortuneo-Samsic (2018)                                 |
| Stéphane Rossetto                         | 6. April 1987      | Frankreich     | BigMat-Auber 93 (2014)                                 |
| Julien Simon                              | 4. Oktober 1985    | Frankreich     | Sojasun (2013)                                         |
| Geoffrey Soupe                            | 22. März 1988      | Frankreich     | FDJ.fr (2014)                                          |
| Damien Touzé                              | 7. Juli 1996       | Frankreich     | Saint Michel-Auber 93 (2018)                           |
| Bert Van Lerberghe                        | 29. September 1992 | Belgien        | Sport Vlaanderen-Baloise (2017)                        |
| Kenneth Vanbilsen                         | 1. Juni 1990       | Belgien        | Topsport Vlaanderen-Baloise (2014)                     |
| Zico Waeytens                             | 29. September 1991 | Belgien        | Verandas Willems-Crelan (2018)                         |
|                                           |                    |                |                                                        |
| Quellen: ProCyclingStats Cycling Quotient |                    |                |                                                        |